# Мазуров Кирило Трохимович
Кири́ло Трохи́мович Ма́зуров (біл. Кірыл Трафімавіч Мазураў) (23 березня (5 квітня) 1914, с. Рудня-Прибитковська, Гомельський повіт, Могильовська губернія, Російська імперія— 19 грудня 1989, Москва, РРФСР, СРСР) — білоруський радянський партійний та державний діяч. Перший заступник голови Ради Міністрів СРСР. Член ЦК КПРС (1956—1981). Член Політбюро (Президії) ЦК КПРС (1965—1978; кандидат у члени Президії ЦК КПРС у 1957—1965 роках). Депутат Верховної Ради СРСР 3—9-го скликань (1950—1979), член Президії Верховної Ради СРСР (1958—1965). Народний депутат СРСР (1989).

## Біографія
Народився 25 березня (7 квітня) 1914 в білоруській селянській родині.
Закінчив Гомельський автодорожній технікум (1933), ВПШ при ЦК ВКП(б) (1947).
У 1936—1938 роках служив у Радянській Армії, потім працював у політвідділі Білоруської залізниці. Член ВКП(б) з 1940 року.
У 1940—1941 роках — секретар Гомельського міському ЛКСМ, потім 1-м секретарем Брестського обкому ЛКСМ Білорусі.
У 1941—1942 роках — у Радянській Армії, учасник Великої Вітчизняної війни, був поранений. У вересні 1942 був направлений в тил німецько-фашистських військ до Білорусі як представник Центрального штабу партизанського руху в званні підполковника, де до кінця 1943 року працював у партизанських з'єднаннях; був секретарем підпільного ЦК ЛКСМ Білорусі.
У 1943—1944 — другий секретар ЦК ЛКСМ Білорусі.
1944—1947 — перший секретар ЦК ЛКСМ Білорусі.
У 1947—1948 роках — в апараті ЦК КП (б) Білорусі.
У 1949—1950 — другий, потім перший секретар Мінського міському КП (б) Білорусі.
1950—1953 — перший секретар Мінського обкому партії.
1953—1956 — голова Ради міністрів Білоруської РСР.
1956—1965 — перший секретар ЦК КП Білорусі.
У 1965—1978 роках — перший заступник голови Ради міністрів СРСР.
1968 року на місці здійснював політичне керівництво радянським вторгненням до Чехословаччини .
З 1978 року — персональний пенсіонер союзного значення.
У 1986—1989 роках — голова Всесоюзної ради ветеранів війни та праці.
Похований на Новодівочому цвинтарі.
Його дочка Наталія одружена з сином Івана Капітонова Володимиром.

## Пам'ять
На фасаді будинку № 36 по вулиці Карла Маркса в Мінську, в якому проживав Мазуров, встановлена меморіальна дошка.
Іменем Мазурова названі вулиці у Фрунзенському районі Мінська й у Центральному районі Гомеля.

## Нагороди
- Герой Соціалістичної Праці (1974).
- Нагороджений п'ятьма орденами Леніна, орденами Червоного Прапора, Вітчизняної війни 1-го ступеня й медалями.